# Dingue (album)
Pour les articles homonymes, voir Dingue.
Albums de Emmanuelle Seigner
Ultra Orange & Emmanuelle
(2007)
Dingue est le deuxième album d’Emmanuelle Seigner. La sortie, initialement prévue le 2 novembre 2009 fut repoussée au 8 février 2010 à la suite de l’incarcération de Roman Polanski, mari de la chanteuse.
Après Ultra Orange & Emmanuelle entièrement en anglais, Emmanuelle Seigner choisit de chanter en français pour son deuxième opus et s’entoura pour cela de Keren Ann qui écrivit avec Doriand l’ensemble de l’album. Le titre éponyme Dingue est le premier extrait de l’album, sorti dès septembre 2009.

## Liste des titres
| 1.    | Dingue                                | Keren Ann, Doriand | 2:40 |
| 2.    | Le Fantôme                            | Keren Ann, Doriand | 2:47 |
| 3.    | Le Jour parfait                       | Keren Ann, Doriand | 3:16 |
| 4.    | Jamais d’autres que moi               | Keren Ann, Doriand | 3:10 |
| 5.    | Alone à Barcelone                     | Keren Ann, Doriand | 2:57 |
| 6.    | La Dernière Pluie (avec Iggy Pop)     | Keren Ann, Doriand | 3:22 |
| 7.    | P’tite Pédale                         | Keren Ann, Doriand | 3:28 |
| 8.    | Femme fatale                          | Keren Ann, Doriand | 3:03 |
| 9.    | Emmanuelle                            | Keren Ann, Doriand | 3:44 |
| 10.   | Qui êtes-vous ? (avec Roman Polanski) | Keren Ann, Doriand | 3:37 |
| 11.   | Autant s’aimer autant                 | Keren Ann, Doriand | 4:08 |
| 36:12 |                                       |                    |      |

| Titre bonus numérique | Titre bonus numérique                                                   | Titre bonus numérique | Titre bonus numérique | Titre bonus numérique | Titre bonus numérique | Titre bonus numérique | Titre bonus numérique | Titre bonus numérique | Titre bonus numérique |
| No                    | Titre                                                                   | Auteur                | Artiste original      | Durée                 |                       |                       |                       |                       |                       |
| --------------------- | ----------------------------------------------------------------------- | --------------------- | --------------------- | --------------------- | --------------------- | --------------------- | --------------------- | --------------------- | --------------------- |
| 12.                   | Quand tu n’es pas là (de Chansons décadentes et fantasmagoriques, 1965) | Brigitte Fontaine     | Brigitte Fontaine     | 1:54                  |                       |                       |                       |                       |                       |
| 38:06                 |                                                                         |                       |                       |                       |                       |                       |                       |                       |                       |

## Ventes de l’album
| Pays     | Meilleure position |
| -------- | ------------------ |
| France   | 49                 |
| Belgique |                    |
| Suisse   |                    |

## Singles
- Dingue (7 septembre 2009)

## Personnel
- Emmanuelle Seigner : chant
- Keren Ann : guitare, clavier, orgue, percussions, chœur, programmation
- Doriand : chœur, sifflet
- Assaf Amdursky : basse
- Ron Almog : batterie, percussions
- Filip Runesson : violon, alto
- Tore Johansson : basse, cowbell